# Pays tranquille
Pour plus de détails, voir Fiche technique et Distribution.
Pays tranquille (Stilles Land) est une comédie dramatique de long métrage allemande co-écrite et réalisée par Andreas Dresen et sortie en 1992.
Premier long métrage d'Andreas Dresen, Stilles Land est produit par Max Film en coopération avec l'Université du cinéma et de la télévision Konrad Wolf, Mitteldeutscher Rundfunk et Südwestfunk.

## Scénario
Dans les provinces du nord de l'Allemagne, à l'automne 1989, dans la RDA en pleine déconfiture, la troupe d'un petit théâtre d'Anklam répète la pièce En attendant Godot de Samuel Beckett. Le jeune metteur en scène Kai Finke arrive au théâtre, plein d'enthousiasme pour la mise en scène, et rencontre des acteurs désillusionnés. Tandis que certains membres du théâtre franchissent la frontière hongroise ouverte vers l'Ouest, d'autres tentent de réformer le pays et écrivent une pétition à Erich Honecker. Cependant, le directeur artistique Walz, à qui la lettre est confiée, n'ose l'envoyer que lorsqu'Egon Krenz arrive au pouvoir et que le danger est écarté.
Même après la chute du mur, le groupe ne parvient pas à s'extraire de la scène provinciale. Seule Claudia, la jeune assistante dont Kai est tombé amoureux, part pour l'Ouest et revient avec un acteur hambourgeois qui promet de faire du groupe un grand succès. Bien que ses promesses se révèlent vite vaines, l'ensemble se produit avec plus de motivation que jamais, sans grand succès toutefois.
Claudia quitte le théâtre pour Hambourg, Kai reste plein d'espoir.

## Fiche technique
Sauf indication contraire, les informations mentionnées dans cette section peuvent être confirmées par la base de données cinématographiques IMDb,  présente dans la section « Liens externes ».
- Titre original : Stilles Land
- Titre français : Pays tranquille
- Réalisation : Andreas Dresen
- Scénario : Laila Stieler, Andreas Dresen
- Photographie : Andreas Höfer
- Montage : Rita Reinhardt
- Musique : Tobias Morgenstern, Rainer Rohloff
- Costumes : Sabine Greunig
- Production : Christian Granderath, Wolfgang Pfeiffer
- Sociétés de production :
- Pays de production : Allemagne
- Langue originale : allemand
- Format : couleur
- Genre : comédie dramatique
- Durée : 95 minutes
- Dates de sortie[1] : 
  - Tchécoslovaquie : juillet 1992 (Karlovy Vary International Film Festival)
  - Allemagne : 8 octobre 1992

## Distribution
Sauf indication contraire, les informations mentionnées dans cette section peuvent être confirmées par la base de données cinématographiques IMDb,  présente dans la section « Liens externes ».
- Thorsten Merten : Kai
- Jeannette Arndt : Claudia
- Kurt Böwe (de) : Walz
- Petra Kelling : Uschi
- Horst Westphal : Horst
- Katrin Martin : Tina
- Mathias Noack : Felix
- Asad Schwarz : Theo
- Hans-Uwe Bauer : Peter
- Burkhard Heyl : Thomas
- Roman Silberstein : Pförtner
- Wolf-Dieter Lingk : Parteisekretär
- Ernst Meincke : Busfahrer
- Hans-Jochen Röhrig : Pfarrer
- Jürgen Bierfreund : Requisiteur
- Heinz Lyschik : Bühnenbildner
- Yvonne Hornack : Eleven
- Alexander Schubert : Eleven

## Récompenses et distinctions
Sauf indication contraire, les informations mentionnées dans cette section peuvent être confirmées par la base de données cinématographiques IMDb,  présente dans la section « Liens externes ».

## Contexte
Après plusieurs courts métrages, Stilles Land est le premier long métrage réalisé par Andreas Dresen. Le film portait le titre provisoire de Provinztheater. Il est projeté pour la première fois au cinéma le 8 octobre 1992, initialement uniquement dans les nouveaux Länder ; il sort dans les anciens Länder un mois plus tard.
Andreas Dresen, qui souhaitait dépeindre les « turbulences de la chute du mur de Berlin en 1989 » à travers l'exemple du « microcosme d'un petit théâtre », avait d'emblée l'intention de confier à Kurt Böwe (de) le rôle de directeur artistique de Walz. Böwe accepta, estimant que « toute la RDA était de toute façon gravée dans son visage » et qu'il n'avait donc plus besoin de jouer Walz.

## Critique
Der Spiegel qualifie le film de «  comédie cinématographique au titre hypocrite de Stilles Land ». Le film transforme la production de la pièce En attendant Godot, réalisée par un jeune génie berlinois, en « une comédie théâtrale discrètement moqueuse, voire mélancolique : elle évoque le souvenir de la dernière heure de l'utopie avant sa chute ».
La fondation DEFA (de) décrit Stilles Land comme l'un des « traitements cinématographiques intéressants et réussis du « tournant » politique en RDA ».
Le Lexique du cinéma international (Lexikon des internationalen Films) voit Stilles Land comme un « premier long métrage attrayant par son humour mordant et sa caractérisation nuancée, dont les qualités souffrent cependant d'une production très moyenne et d'un rôle principal mal interprété ».

## Récompenses
Le film a remporté le Prix de la critique allemande (Deutscher Kritikerpreis) et le Prix du film de Hesse en 1992.